# Corinne Holtz
Corinne Holtz (* 1962) ist eine Schweizer Musikerin, Musikwissenschaftlerin und Publizistin mit Schwerpunkt Kultur und Geschichte.

## Biografie
Corinne Holtz spielte von 1979 bis 1987 im Schweizer Jugendsinfonieorchester (SJSO). Sie studierte von 1985 bis 1989 am Konservatorium Winterthur (heute Zürcher Hochschule der Künste, ZHdK) das Hauptfach Violine bei Rudolf Koelman. Nach Erlangen des Lehrdiploms betrieb sie Nachdiplomstudien bei Nora Chastain und eine Weiterbildung auf Barockvioline bei Minna Arkkola und seit 2020 bei Renate Steinmann.
Von 2000 bis 2001 war Holtz Stipendiatin der Europäischen Journalisten Fellowships an der Freien Universität Berlin. Sie promovierte 2009 an der Philosophisch-historischen Fakultät der Universität Bern mit einer Dissertation über das Musiktheater der Choreografin, Opern- und Theaterregisseurin Ruth Berghaus (Titel: Ruth Berghaus. Leben, Werk, Methode). Eine Monografie zum selben Thema erschien bei der Europäischen Verlagsanstalt.
Von 1989 bis 2011 wirkte Holtz bei DRS 2 (Radio der deutschen und rätoromanischen Schweiz, heute Radio SRF 2 Kultur) als Redaktorin für Musik und Musiktheater. Daneben spielte sie als Berufsmusikerin in verschiedenen Ensembles (Cappella Concertante, Ad Fontes, L’accordo) und konzipierte eigene Programme. Von 2009 bis 2016 verantwortete Holtz als Co-Kuratorin Produktionsleitung, Dramaturgie und Vermittlung bei hexperimente – die bühne im avers, eine Kulturplattform im bündnerischen Hochtal Avers.
Seit 2012 arbeitet Holtz als selbstständige Publizistin. Sie verfasst Radiobeiträge für Radio SRF 2 Kultur und Artikel für die Neue Zürcher Zeitung (NZZ), WOZ Die Wochenzeitung, die Zeitschriften Du, bref, Hochparterre, Reportagen für Die Zeit sowie Essays für bedeutende Kulturinstitutionen (Robert Walser-Gesellschaft, Hamburgische Staatsoper).
Sie konzipierte und leitete zudem das Forschungsprojekt «Lern- und Lehrstrategien im Instrumentalunterricht 50plus» an der Hochschule der Künste Bern in Zusammenarbeit mit dem Institut Alter der Berner Fachhochschule (2013–2015). Ihre zweite Monografie (2024) widmet sich dem Leben und Wirken des Schweizer Komponisten Klaus Huber.

## Werkbeiträge und Auszeichnungen
- 2022, 2024: von JournaFonds[5] und investigativ.ch[6] geförderte Recherchen
- 2020: Stipendiatin Paul Sacher Stiftung[7]
- 2018: Preisträgerin der UBS Kulturstiftung[8]
- 2008: Stipendium des Theodor Schenk-Fonds der Philosophisch-historischen Fakultät der Universität Bern für das berufsbegleitende Doktoratsstudium[9]
- 2003: Werkjahr der Kulturstiftung Thurgau[10]
- 2000–2001: Fellow Europäische Journalisten Fellowships der Freien Universität Berlin, Projekt: Recherche über Ruth Berghaus

## Publikationen

### Monografien
- Welt im Werk. Klaus Huber. Eine Biografie. Schwabe Verlag, Basel/Berlin 2024.
- Ruth Berghaus. Ein Porträt. Europäische Verlagsanstalt, Hamburg 2005.

### Essays und Forschungsberichte (Auswahl)
- Das Ohr aufs Spiel setzen. In: WOZ Die Wochenzeitung. 13. März 2025.
- Ein Haus aus Fichte und Lärche. Wie klingt die Isarphilharmonie München? In: Jahrbuch Hamburgische Architektenkammer 2022/23. S. 74–79.
- Rauben, fälschen, abzocken. Das Geschäft mit alten Geigen. In: Neue Zürcher Zeitung. 14. Mai 2022.
- «Ich finde es schön, dass sie unglücklich ist.» Walsers Frauen in der Musik. In: Vorträge der Robert Walser Gesellschaft. 20, 2021, S. 18–33 (PDF; 1,3 MB).
- Prekär bis zum hohen C. Der harte Alltag hinter dem Vorhang. In: Reportagen. 48, 2019, S. 40–53.
- Mein Gott Bach. In: bref. 6. Dezember 2019.
- als Co-Autorin: Mach dich schlau – Lern- und Lehrstrategien im Instrumentalunterricht 50plus. Berner Fachhochschule, 2016, 23 S. (PDF; 245 kB).
- Marke Mozart. Eine kurze Geschichte der langen Vermarktung. In: Programmheft Mozart-Trilogie Irrfahrten. Salzburger Festspiele 2006, S. 54–59.

### Audio Radio SRF 2 Kultur (Auswahl)
- Ruth Berghaus und der Zürcher «Freischütz»
- Achim Freyer: Magier des Theaters
- Eine Begegnung mit Nuria Schönberg Nono
- Yehudi Menuhin: bis zuletzt politisch
- Planet Björk
- Kosmos Stockhausen
- Julius Eastman: wiederentdeckt